# Federico Faruffini
Federico Faruffini (Sesto San Giovanni, 12 agosto 1833 – Perugia, 15 dicembre 1869) è stato un pittore, incisore e fotografo italiano.
La sua opera è considerata come un momento di passaggio tra il pittoricismo di Piccio Carnovali e i modi degli Scapigliatura lombarda.

## Biografia
Nato a Sesto di Monza, l'attuale Sesto San Giovanni, dai pavesi Giuseppa Albini e dal farmacista Paolo, nel 1848 si iscrive alla Facoltà di Giurisprudenza dell'Università degli Studi di Pavia e frequenta allo stesso tempo i corsi di pittura della Civica Scuola di Pittura di Pavia sotto gli insegnamenti di Cesare Ferreri e Luigi Trecourt, fratello di Giacomo. A Pavia viene a contatto con Tranquillo Cremona, Daniele Ranzoni, Paolo Barbotti e Pietro Michis: i primi dipinti riguardano in prevalenza soggetti a temi storici e religiosi e subiscono l'influenza della pittura antiaccademica di Piccio Carnovali, amico dei Trecourt. Nel contempo frequenta gli ambienti risorgimentali pavesi, stringendo amicizia con i fratelli Cairoli, tanto che nel 1859 dopo la morte di Ernesto avvenuta a Biumo in uno scontro con le truppe austriache riceve, secondo il testamento del patriota, una commissione di 1800 lire per l'esecuzione di La battaglia di Varese, ultimata nel 1862 e con figura principale l'eroico Cairoli morente in battaglia.
Negli ultimi mesi del 1855, dopo varie tappe, raggiunge Roma a piedi con Piccio Carnovali, dopo che i pessimi rapporti con Luigi Trecourt avevano determinato l'abbandono dei corsi della Scuola di Pittura di Pavia: si stabilisce così fino al 1858 a Roma, dove entra in contatto con gli artisti appartenenti alla corrente meridionale, in particolare Domenico Morelli, Filippo Palizzi, l'amico Bernardo Celentano e Francesco Saverio Altamura. Nel 1856 partecipa all'Esposizione annuale di Brera con Cola di Rienzi che dalle alture di Roma ne contempla le rovine, acquistato dalla Società per le Belle Arti di Milano, l'anno successivo realizza la pala dell'Immacolata Concezione per il Duomo di Pavia, dove nel 1858 si aggiudica il concorso Frank della Scuola di Pittura con I tre fabbriceri per la fabbrica del Duomo di Pavia, presentato poi con successo alla Esposizione di Brera.
Di ritorno a Pavia, nel 1860 presenta a Brera Piazza San Michele e l'anno successivo realizza la pala del Beato Bernardino da Feltre per la Chiesa di Santa Maria del Carmine.
Nel 1861 si stabilisce a Milano: l'anno successivo viene nominato socio onorario dell'Accademia di Brera, alla cui esposizione presenta La battaglia di Varese, che suscita diversi giudizi negativi, solo in parte riabilitati dalle affermazioni dell'Esposizione Universale di Londra del 1862 e da quella milanese del 1864 con Borgia e Machiavelli e Vergine al Nilo, considerato il capolavoro dell'artista sestese. I successi sono confermati alla mostra della Società Promotrice di Torino con La battaglia di Varese, Sordello e Cunizza, contessa di San Bonifacio, L'Annunciazione e l'acquarello Le gondole del Tiziano e il buon riscontro degli acquerelli inviati all'esposizione della Società degli acquarellisti di Bruxelles.
A inizio 1865 si trova a Roma, dove frequenta Michele Cammarano e Achille Vertunni e ottiene un altro successo all'Esposizione Nazionale di Brera con Il Sacrificio al Nilo, acquistato dallo Stato e, alla stessa mostra, con Suonatrice di liuto, Toletta antica e Saffo; realizza inoltre acqueforti per l’edizione Pagnoni della Divina Commedia, in occasione della ricorrenza della nascita di Dante Alighieri.
In seguito, deluso per le difficoltà economiche, l'inasprimento dei rapporti col padre, da sempre mal disposto verso la sua scelta artistica e l'ostilità dell'ambiente accademico di Brera e della critica milanese, capeggiata da Camillo Boito e Giuseppe Rovani, si trasferisce a Parigi dove rimane fino al 1867.
(Carlo Alberto Pisani Dossi, Note azzurre, 1906, pp.134)
Nella capitale francese partecipa alla vita artistica locale, espone con una personale alla galleria Cadart-Luquet, ottiene la medaglia d'oro al Salon de Paris per Borgia e Machiavelli, che conquista anche il terzo premio all'Esposizione universale del 1867 e viene poi acquistata da un collezionista americano. Nello stesso anno, minato da una fragile condizione di stabilità mentale, ritorna a Milano e Roma, dove rivolge particolare interesse alla fotografia e all'acquarello, con lo scopo di eseguire modelli a buon mercato per artisti, cioè soggetti popolari e scene in costume (Le Ciociare), senza successo. Minato dalle difficili condizioni economiche e psichiche, tenta il suicidio gettandosi nel Tevere, dopo aver valutato di dedicarsi alla vita ecclesiastica.
Nel 1868 si sposa con Adele Mazzoleni, nel 1869 nasce l'unica figlia Teresita e si trasferisce improvvisamente a Perugia, dove continua a dipingere ma in condizioni psichiche ormai compromesse.
Muore suicida il 15 dicembre 1869 ingerendo cianuro di potassio, di norma utilizzato per lo sviluppo delle lastre fotografiche.
Il suo nome è iscritto al Famedio di Milano, nel Cimitero Monumentale.
(Pier Maria Bardi)
(Epigrafe)
Nel 1953 Sesto San Giovanni, sua città natale, intitola a Faruffini la Scuola civica d'arte.

## Stile
(Carlo Alberto Pisani Dossi, Note azzurre, 1906, pp.134)

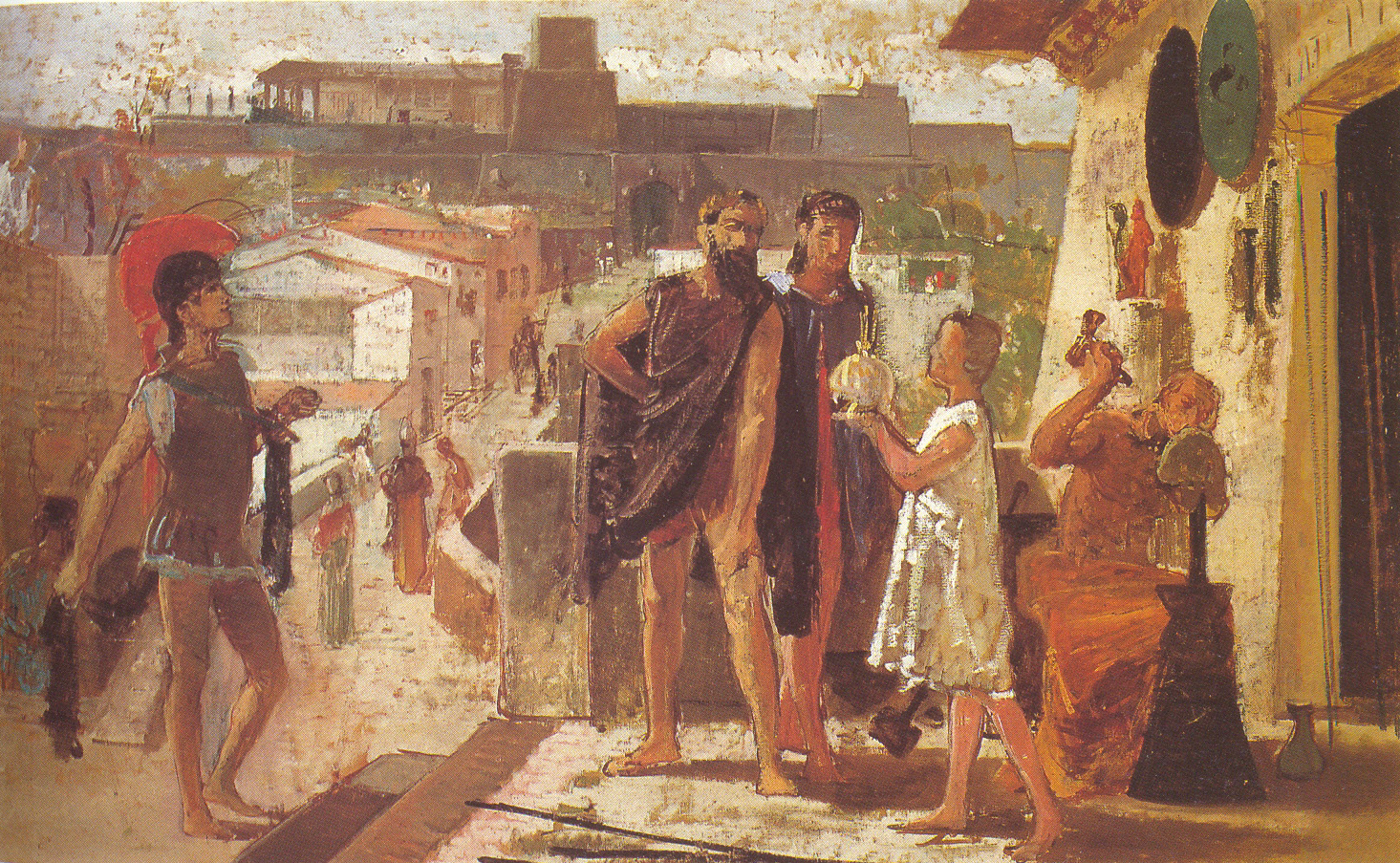
L'armiere etrusco, 1869

La prima fase dell'attività artistica di Faruffini è focalizzata sulla realizzazione di soggetti di ispirazione romantica con temi storico-medievali, affini ai modi del maestro Giacomo Trecourt e di Francesco Hayez, arricchiti dagli spunti antiaccademici di sperimentazione pittorica appresi da Piccio Carnovali evidenti nel Cola di Rienzi, dove rappresenta il tema tipicamente romantico dell'eroe solitario patriota e in Romanza sul Ticino.
Negli anni suo primo soggiorno romano del 1856 viene influenzato dall'arte purista di Adeodato Malatesta e di Aleksandr Ivanov (Madonna col Bambino e San Giovannino del 1857) e dallo stile improntato sulla verità della luce naturale e attenta alla realtà dei soggetti proprio di Domenico Morelli e degli altri pittori della scuola napoletana.
La sua maturità artistica si compie a partire dal 1860 nel suo ritorno tra Pavia e Milano, dove si allinea alle correnti contemporanee distinguendosi per un accentuato rapporto tra luce e colore che evidenziano la brillantezza e delicatezza dei colori e la sensibilità emotiva, come in La gondola di Tiziano e La vergine al Nilo.
In La battaglia di Varese effettua una transizione dal soggetto medievale a quello dell'eroe contemporaneo, nel caso specifico l'amico e committente Ernesto Cairoli.
Evidente anche il tema dell'emancipazione femminile propria de La lettrice del 1864.
A giudizio del critico d'arte Emilio Cecchi, la pittura di Faruffini ha una grande influenza su Tranquillo Cremona e Daniele Ranzoni, anime della Scapigliatura, così come sul monzese Mosè Bianchi.
La sua continua ricerca di nuove forme espressive e di una maggiore stabilità economica lo portano a dedicarsi all'acquaforte (edizione Pagnoni della Divina Commedia) e alla fotografia (ritratti, scene di costume di Ciociare), con scarsa fortuna dato che le sue produzioni erano ritenute troppo sperimentali.

## Opere principali
- Crocefissione (1851-1856), olio su cartone, Museo Civico di Palazzo della Penna, Perugia;
- Vendetta in un harem (La greca) (1854), olio su tela, Musei Civici di Pavia[15];
- Passeggiata in biroccio (1854-1856), olio su tela, Musei Civici di Pavia[16];
- Cola di Rienzi che dalle alture di Roma ne contempla le rovine (1856), olio su tela, collezione privata[17];
- Madonna col Bambino e San Giovannino (1857), olio su tela, collezione privata;
- Raffaello e la Fornarina (1857), olio su tela, collezione privata;
- Donna seduta (1857), olio su tela, collezione privata;
- Episodio della presa di Pavia del 1359 (1857-1860), olio su tela, Musei Civici di Pavia[18];
- I tre fabbriceri per la fabbrica del Duomo di Pavia (1858), olio su tela, Musei Civici di Pavia[19];
- Raffaello e la Fornarina (1858), olio su tela, collezione privata[20];
- Porta di casa degli Alighieri (1859), olio su tela, collezione privata;
- Ritratto di signora in nero (1859-1863), olio su tela, Musei Civici di Pavia[21];
- Romanza sul Ticino (1859), olio su tela, Galleria d'Arte Moderna di Milano;
- Costume turco (1859), olio su tela, collezione privata;
- Porta della casa degli Alighieri. Reminiscenze di Firenze (1859), olio su tela, collezione privata;
- Agilulfo dona alla giovane Regina Teodolinda gioielli ed il modello del Duomo di Monza (1860), olio su tela, collezione privata;
- Modella in costume (1860), olio su tela, Musei Civici di Pavia[22];
- Gondola di Tiziano (1861), olio su tela, Galleria d'Arte Moderna di Milano;
- Il Beato Bernardino da Feltre distribuisce il pane ai poveri (1861-1862), olio su tela, Chiesa di Santa Maria del Carmine, Pavia[23];
- La battaglia di Varese (1862), olio su tela, Musei Civici di Pavia[24];
- La ciociara (1862), olio su tela, Musei Civici di Pavia[25];
- Legazione di Niccolò Machiavelli a Imola (1864), olio su tela, Musei Civici di Pavia[26];
- L'amore del poeta (1864), olio su tela, Musei Civici di Pavia[27];
- Sordello e Cunizza (1864), olio su tela, Pinacoteca di Brera;
- Catilina (1864-1865), olio su tela, collezione privata;
- La suonatrice di liuto (1865), olio su tela, collezione privata;
- Saffo (1865), olio su tela, collezione privata;
- Toletta antica (1865), olio su tela, collezione privata;
- La lettrice (Clara) (1865), olio su tela, Galleria d'Arte Moderna di Milano[28];
- La vergine al Nilo (1865), olio su tela, Galleria nazionale d'arte moderna e contemporanea, Roma[29];
- La gioventù di Lorenzo de' Medici (1867-1868), olio su tela, Galleria nazionale d'arte moderna e contemporanea, Roma[30];
- Orge di Messalina (1867), olio su tela, collezione privata;
- Autoritratto (1867), olio su tela, Accademia nazionale di San Luca, Roma[31];
- Il veleno dei Borgia (1867), olio su tela, Galleria d'arte moderna Ricci Oddi, Piacenza;
- Villa Malta al tramonto (1867), olio su tela, collezione privata;
- Ciociari in piazza S. Pietro (1868), olio su tela, disperso;
- Giovinezza di Lorenzo il Magnifico (1868), olio su tela, Galleria nazionale d'arte moderna e contemporanea, Roma;
- Deposizione (1868), acquaforte, collezione privata;
- Nostra Donna Stella del Mare (Rosa mistica) (1869), olio su tela, collezione privata;
- Interno della Sala del Cambio a Perugia (1869), olio su tavola, Musei Civici di Pavia[32];
- Interno della cappella del Cambio a Perugia (1869), olio su tavola, Musei Civici di Pavia[33];
- Ritratto del Cardinale Antonelli (1869), olio su tela, collezione privata;
- Gli Etruschi a Perugia (L'armiere etrusco) (1869), olio su tela, Museo Civico di Palazzo della Penna, Perugia.